# Old Mill
Pour l’article homonyme, voir Old Mill (métro de Toronto).

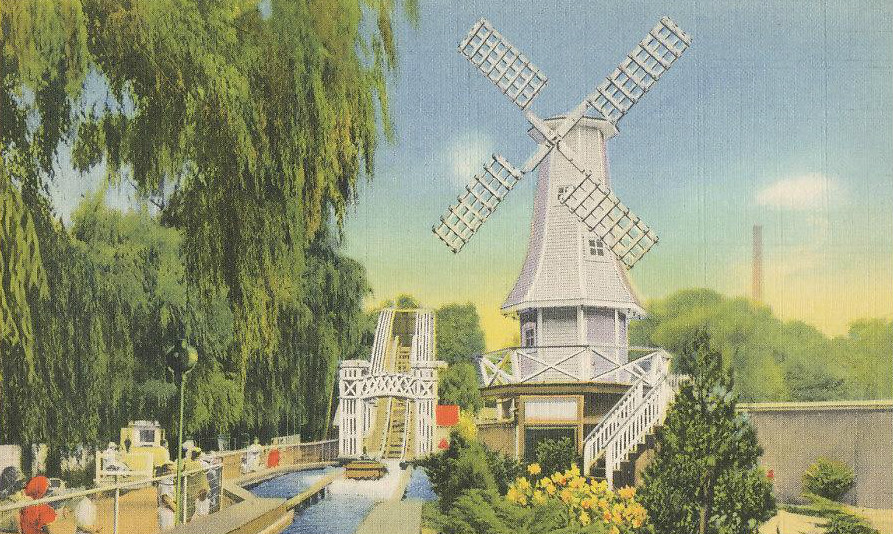
Mill Chute à Hersheypark.

Old Mill (litt. « vieux moulin ») est un type d'attraction, ancêtre des barques scéniques,. Ce type de parcours scénique a vu le jour à la fin du XIXe siècle et est apparu sous différents noms comme Old Mill, River Cave ou Mill Chute. Populaire à partir du début des années 1900, quelques modèles sont encore en activités, même si ce type d'attraction tend à disparaître. Le concept est très proche des Tunnel of love.

## Old Mill
En 1981, Arthur Pickard invente une attraction aquatique nommée Canals of Venice. L'attraction se présente sous la forme d'un canal sinueux sur lequel voguent une douzaine de bateaux qui pouvaient accueillir chacun deux personnes. Des hélices placées dans l'eau permettaient aux bateaux de voguer doucement sur le canal. Cette attraction sera ensuite améliorée par George W. Schofield qui place le parcours dans un tunnel sombre et ajoute des scènes effrayantes et en remplaçant le système pour faire avancer les embarcations par une roue à aubes créant le courant dans le canal.
Au début des années 1900, John H. Keenan de Philadelphie, propriétaire de théâtres, commence à développer un nouveau concept d'attraction pour les foires aux États-Unis. Une attraction dans un tunnel complètement plongée dans le noir ou des embarcations navigueraient dans un canal poussé par le courant, généré par la force d'une roue à aubes. C'est de là que vient le nom Old Mill, faisant référence aux moulins à eau.
Les premiers Old Mills ont été construits en 1911-1912 à Little Rock (Arkansas) et Oklahoma City (Oklahoma). Un Old Mill a été construit à Des Moines (Iowa) en 1912 et à Minneapolis (Minnesota) en 1913. À la même période, d'autres Old Mills ont été construits à Shreveport (Louisiane) et à Hutchinson (Kansas).

## River Cave

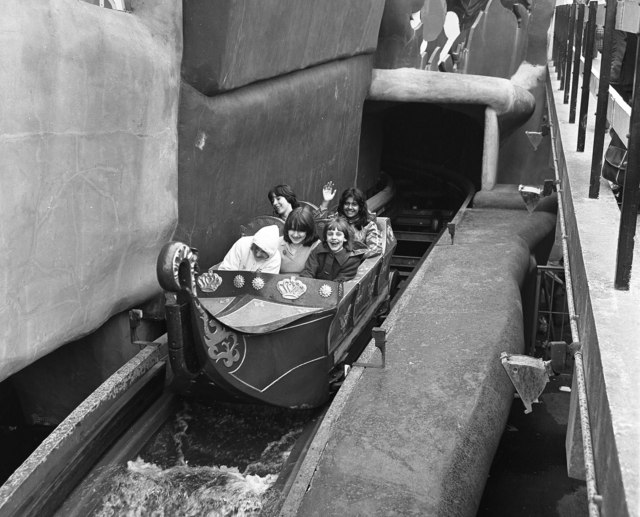
River Cave à Pleasure Beach, Blackpool en 1979.

Dans cette version, les passagers prenaient place à bord de bateaux et naviguaient sur une rivière artificielle sillonnant à travers des grottes et des tunnels décorés présentant différentes scènes thématiques. Les bateaux avançaient lentement, poussés par le courant généralement généré par une roue à aubes. Ce type d'attraction est devenu relativement courant dans les parcs d'attractions du Royaume-Uni et des États-Unis au milieu du XXe siècle. Le concept des River Caves est très proche de celui des premiers chemins de fer panoramiques en ce sens qu'ils tentent d'être à la fois éducatifs et divertissants. Le nom de ce type d'attraction tient au fait qu'elles représentaient pour la plupart une expédition à travers des cavernes, avec des stalagmites et des stalactites, permettant ensuite de découvrir des scènes représentant un voyage autour du monde, à travers les époques ou des légendes.
Autrefois populaire dans de nombreux parcs d'attractions, les River Caves sont à présent relativement rares. En dépit de leur popularité pendant la première moitié du XXe siècle, l'intérêt porté aux attractions à sensations fortes et l'aspect vieillissant des décors et des éléments techniques utilisés ont causé la fermeture de nombreux modèles.

## Mill Chute
La Philadelphia Toboggan Company combine les Old Mills et les Shoot the Chutes pour créer ce qu'ils appelleront les Mill Chute. Possédant une ou plusieurs chutes, ce type d'attraction a été principalement fabriqué dans les années 1920 et 1930. Certains Old Mills possédaient également des descentes, mais leur inclinaison étaient bien plus douce que celles connues sur les Mill Chutes. Il était courant que la dernière chute du parcours soit la plus raide. Les Mill Chutes peuvent être considérés comme les ancêtres des bûches actuelles.

## Modèles notables
| Non                                           | Localisation                   | Ouverture | Fermeture | Designer                          | Notes       |
| --------------------------------------------- | ------------------------------ | --------- | --------- | --------------------------------- | ----------- |
| Old Mill Ride                                 | Sea Lion Park (Coney Island)   | 1895      | 1902      | George W. Schofield / Paul Boyton | [ note 1 ]  |
| Garfield's Nightmare                          | Kennywood                      | 1901      |           |                                   | [ note 2 ]  |
| Old Mill                                      | Rocky Glen Park (en)           | 1904      | Vers 1913 | Frederick Ingersoll               |             |
| River Caves                                   | Pleasure Beach, Blackpool      | 1905      |           |                                   |             |
| Shoot The Chutes                              | Rocky Glen Park (en)           | 1906      | Vers 1913 | Frederick Ingersoll               |             |
| The Red Mill                                  | Luna Park (Coney Island)       | 1907      | 1944      |                                   | [ note 3 ]  |
| River Caves                                   | Pleasureland Southport         | 1908      | 2004      | Helters Ltd                       | [ note 4 ]  |
| Old Mill                                      | Elitch Gardens                 | 1914      | 1928      |                                   | [ note 5 ]  |
| Ye Old Mill                                   | Minnesota State Fair           | 1915      |           | Philadelphia Toboggan Company     | [ note 6 ]  |
| Ye Old Mill                                   | Kansas State Fair              | 1915,     |           |                                   |             |
| Kärlekstunneln                                | Gröna Lund                     | 1917      |           |                                   | [ note 7 ]  |
| Old Mill / Castle Dracula                     | Cedar Avenue and the Boardwalk | 1919      | 2002      |                                   |             |
| Ye Old Mill                                   | Iowa State Fair                | 1921      |           |                                   | [ note 8 ]  |
| Old Mill / Mill Run                           | Waldameer Park                 | 1922      | 1996      |                                   | [ note 9 ]  |
| River Cave                                    | Dreamland Margate              | 1924      | 1984      |                                   |             |
| Tokyo Canal                                   | Rocky Glen Park (en)           | 1924      | 1950      | John A. Miller                    | [ note 10 ] |
| Boat Chute                                    | Lake Winnepesaukah (en)        | 1927      |           | Carl O. Dixon                     | [ note 11 ] |
| Old Mill / Journey to the Center of the Earth | Dorney Park                    | 1927      | 1992      |                                   | [ note 12 ] |
| Mill Chute / Lost River                       | Hersheypark                    | 1929      | 1972      | Philadelphia Toboggan Company     | [ note 13 ] |
| Old Mill                                      | Rye Playland                   | 1929      |           |                                   | [ note 14 ] |

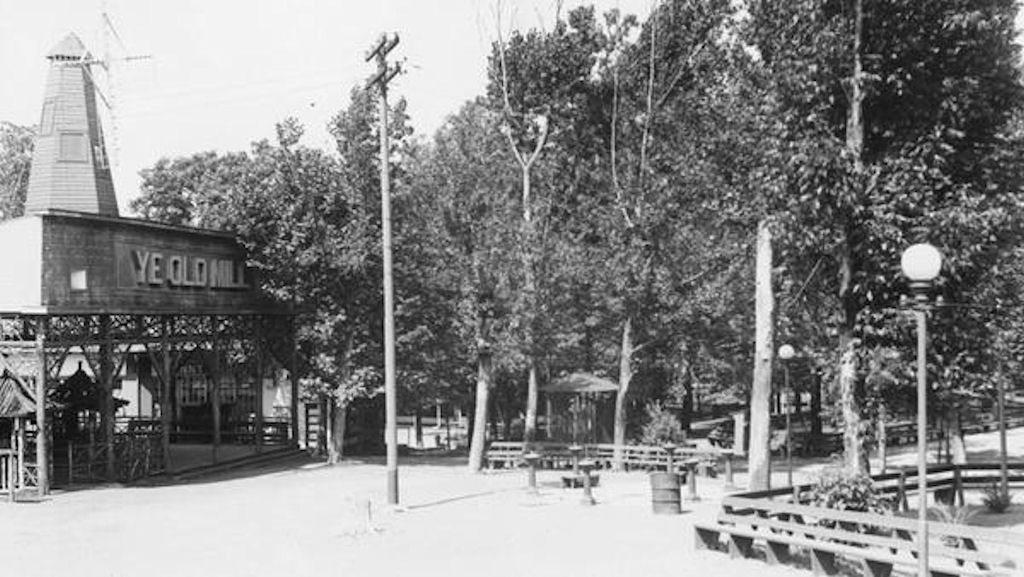
Ye Old Mill à Central Park (en) Allentown (Pennsylvanie) en 1925.
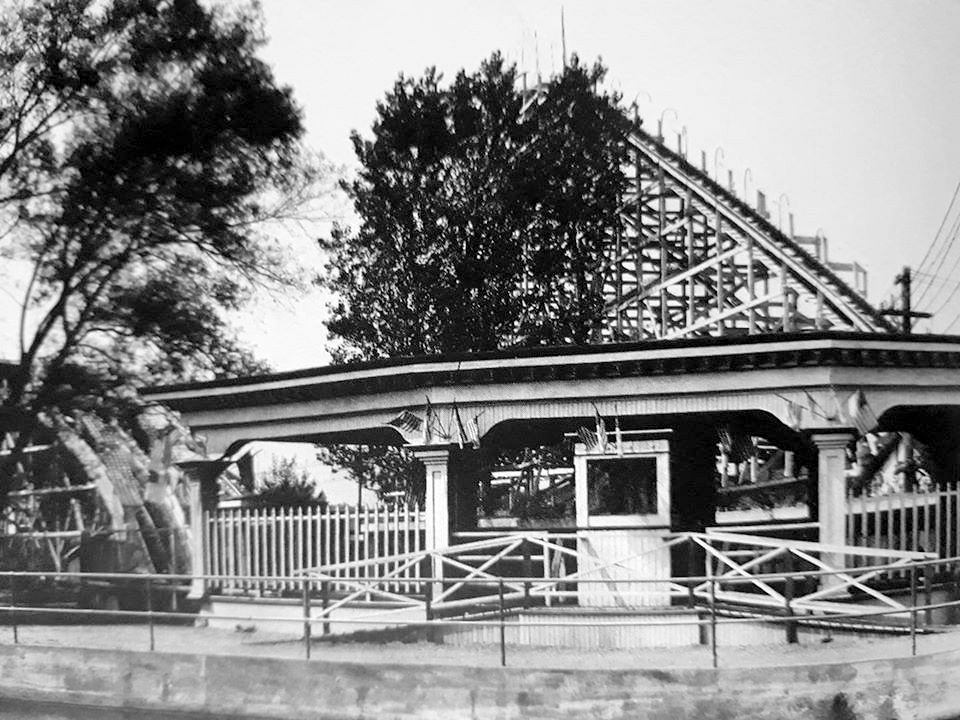
Old Mill à Dorney Park en 1927.
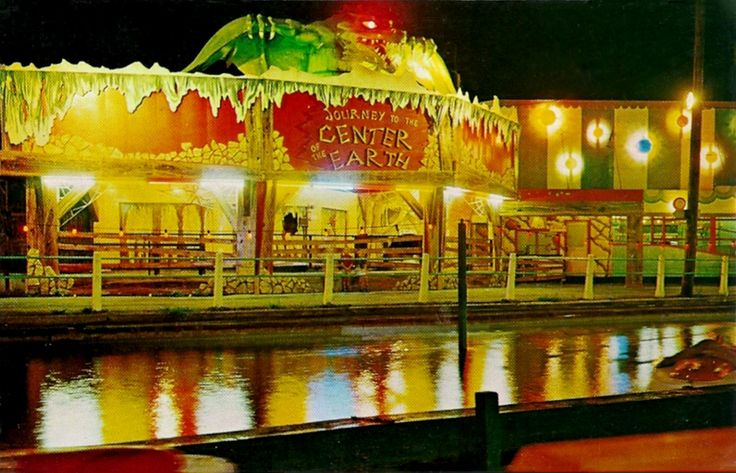
Façade de Journey to the Center of the Earth à Dorney Park en 1964.
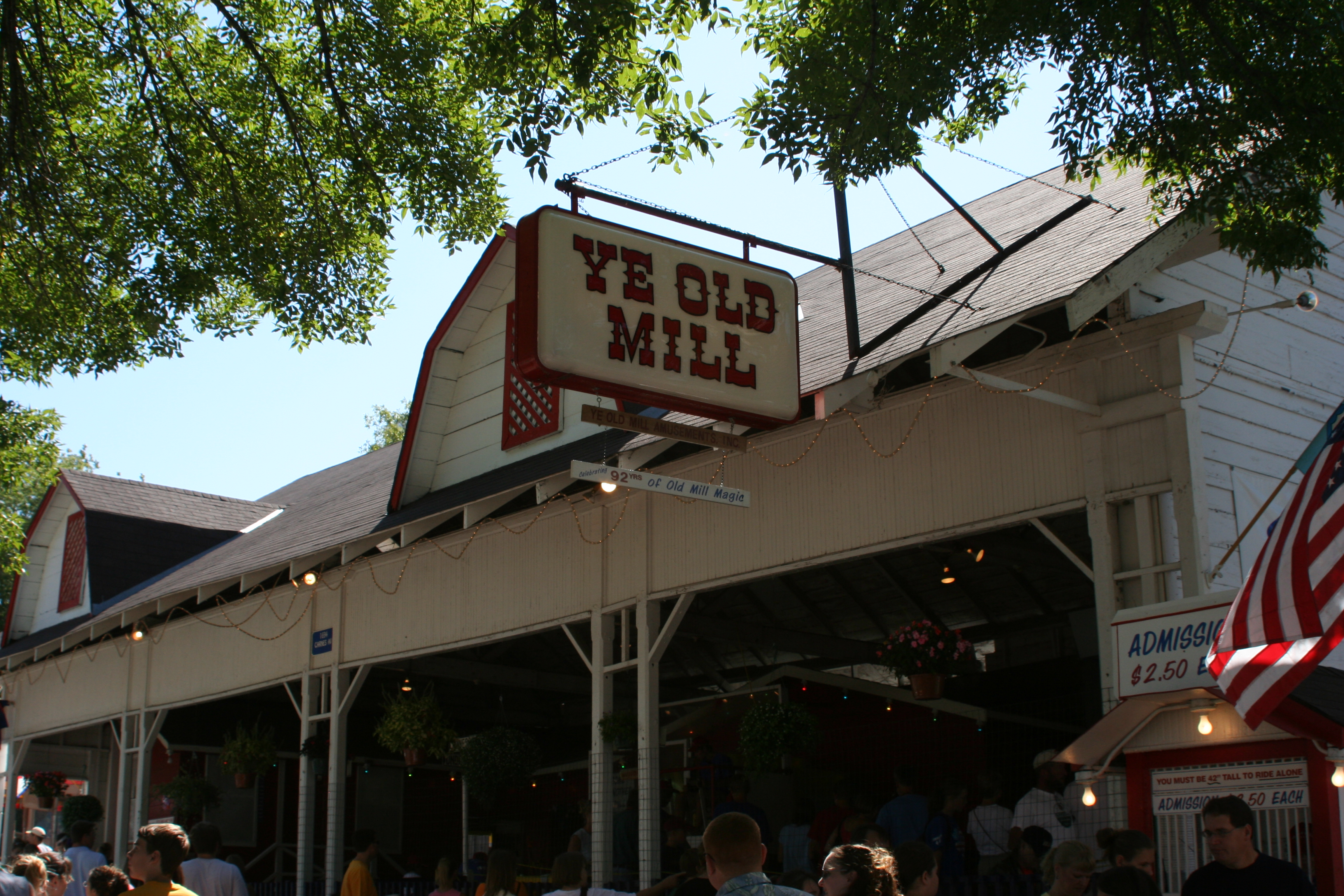
Ye Old Mill à la Minnesota State Fair en 2005.
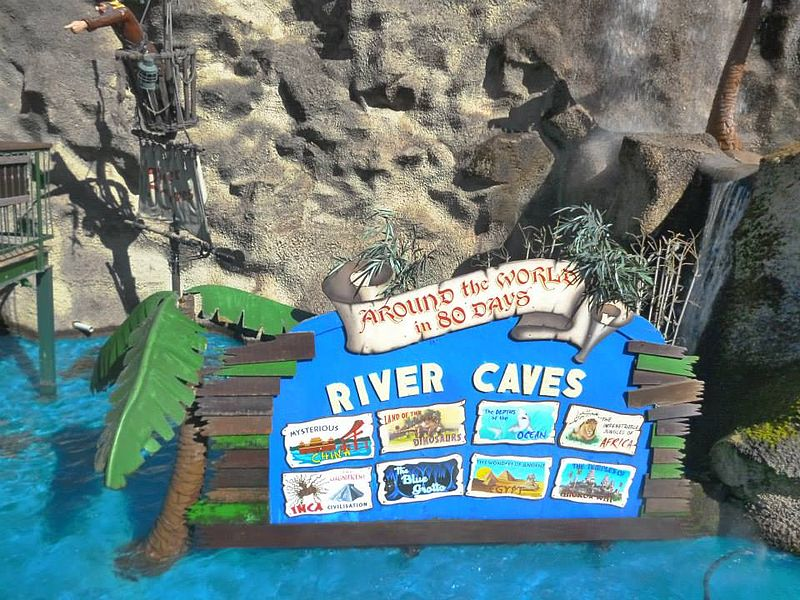
River Cave à Pleasure Beach, Blackpool en 2012.
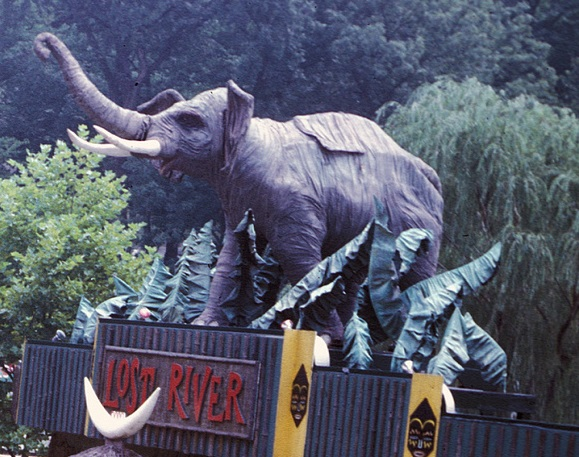
Entrée de Lost River à Hersheypark en 2014.